# Ballerup Super Arena

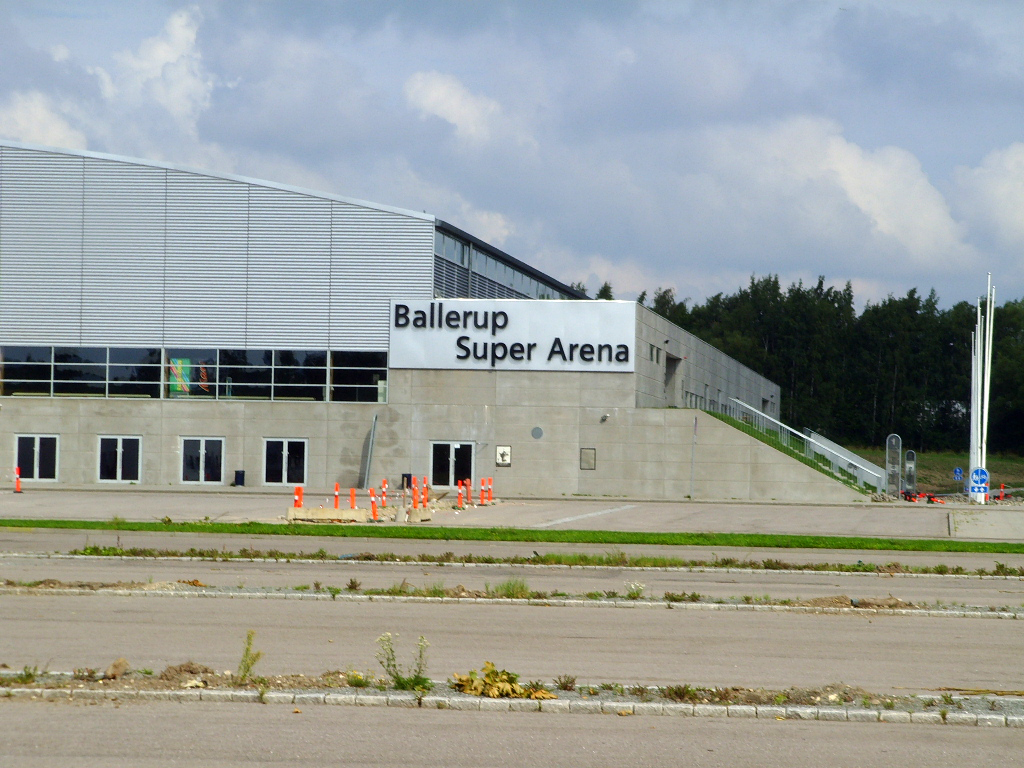
Voorzijde van de hal in 2005.

De Ballerup Super Arena is een overdekte wielerbaan in de Deense stad Ballerup, in de regio Hoofdstad. De wielerbaan werd in 2001 in gebruik genomen, sinds dat jaar wordt er jaarlijks de Zesdaagse van Kopenhagen verreden.

## Geschiedenis
Amper een jaar nadat de hal in gebruik werd genomen stortte deze onverwachts in. Oorzaak hiervan zou liggen in grove constructiefouten. Er vielen geen gewonden bij de instorting en in 2005 werd de hal, verbouwd en al, weer in gebruik genomen.
Driemaal werd er in de wielerbaan de WK baanwielrennen gereden. Dit was in de jaren 2002, 2010 en 2024. Tussentijds vonden onder meer het WK taekwondo van 2009 en de WK badminton van 2014 plaats in de hal. De handbalclub AG København, die bestond tussen 2010 en 2012, speelde haar eerste seizoen in de hal.
Naast sportevenementen wordt de hal ook gebruikt door artiesten om op te treden. Enkele bekende artiesten die hebben opgetreden zijn Rihanna en de Backstreet Boys.